# ضاغط عنفي فائق

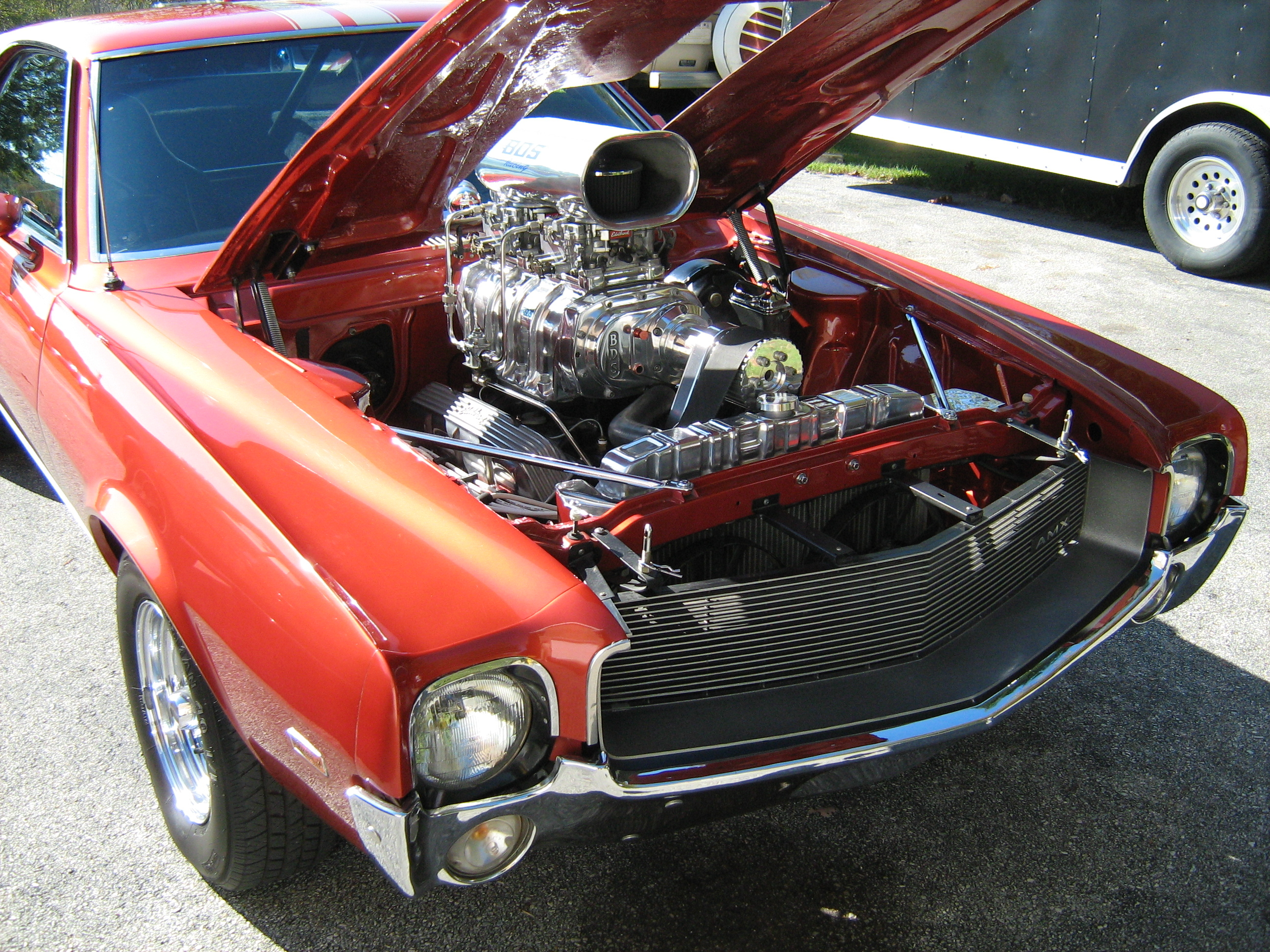
شاحن توربيني فائق من نوع روتس، موضوع في محرك ايه إم سي v8 لسيارة تُستخدم في سباق الزحف.

الضاغط العنفي الفائق أو الشاحن التوربيني الفائق[بحاجة لمصدر] (بالإنجليزية: Supercharger)؛ هو ضاغط هواء يقوم بزيادة ضغط أو كثافة الهواء المزود إلى محرك الاحتراق الداخلي. يقوم هذا الفعل بزيادة الأكسجين في شوط السحب للمحرك، مما يزيد من كفاءة حرق الوقود ويحترق وقود أكثر فيزداد الشغل المبذول وبالتالي تزداد قدرة المحرك.
يُشغل الشاحن التوربيني الفائق ميكانيكيًّا بواسطة حزام أو ترس أو عمود متصل بعمود المرفق للمحرك.
يُعرف الشاحن التوربيني الفائق بأنه شاحن توربيني عندما يُشغّل بواسطة تربينة تُدار بواسطة غازات العادم، ويقتصر استخدام مصطلح «شاحن توربيني فائق» على الشواحن المشغلة ميكانيكيًا فقط.

## التاريخ
كشف جي جونز من مدينة برمنجهام البريطانية عن ضاغط ذو شكل مشابه للنوع روتس في عام 1848 أو 1849.
سجل الأخوان فيلاندر وفرانسيس ماريون روتس، مؤسسي شركة منفاخ روتس ‏ في كونرسفيل في ولاية إنديانا، براءة اختراع لتصميم جهاز محرك للهواء للاستخدام في الأفران اللافحة واستخدامات صناعية أخرى.
اخُتبر الشاحن التوربيني الفائق لأول مرة بواسطة دوجالد كلرك ‏، عندما استخدمه في أول محرك ثنائي الشوط في عام 1878. حصل جوتليب دايملر على براءة اختراع ألمانية لشاحن توربيني فائق لمحرك احتراق داخلي في عام 1885. كما سجل لويس رينولت براءة اختراع شاحن توربيني فائق طارد مركزي في فرنسا في عام 1902.
صُنعت سيارة سباق مبكرة مزودة بشاحن توربيني فائق بواسطة لي تشادويك في بوسطن فيبنسلفانيا عام 1908، وأشارت التقارير أن سرعة السيارة بلغت 100 ميل في الساعة (160 كم/ساعة). 
كانت أول سلسلة سيارات أُنتجت في العالم مزودة بشواحن توربينية فائقة تنتمي إلى مرسيدس (العلامة التجارية)، وانقسمت إلى طرازين أحدهما ذو قدرة 6 أو 25 أو 40 حصان والاخر ذو قدرة 10 أو 40 أو 65 حصان. عُرضت في عام 1921 وكانوا مزودين بشواحن توربينية فائقة. مُيزت هذه الفئات بتسميتها طرازات مرسيدس-بنز ذات الضواغط. كانت العلامة التجارية لهذه السيارات أصل مرسيدس بنز المستمرة حتى اليوم.
حصل الألماني هاينرش كريجار على براءة اختراع رقم #4121 لأول ضاغط لولبي، وذلك في 24 مارس من عام 1878. كما نال أيضاً لاحقاً في 18 أغسطس من نفس العام براءة اختراع رقم #7116 بعد تعديله وتحسينه لتصميماته الأولية.
أظهرت تصاميم هاينرش تجميع لاثنين من الفصوص الدوارة متشابهين تماماً. كان التصميم يشبه ضاغط روتس، حيث كانت الأعمدة ملتوية بزاوية مقدارها 180 درجة على كامل طولها.
لم تكن تقنيات هذا الوقت قادرة على تصنيع مثل هذه الوحدة لسوء الحظ، فتوقف هاينرش ولم يحرز تقدم اخر في الضاغط اللولبي.
بعد مرور نصف قرن تقريباً، حصل ألف ليشولم ‏ الذي كان يعمل لشركة لجنجسترومس أنجتريبن ايه بي (عُرفت لاحقاً باسم سفينسكا صانعة الأجزاء الدوارة في عام 1951) على براءة اختراع لتصميم ذو 5 أجزاء دوارة أنثى (معشوقة) و4 أجزاء دوارة ذكر (عاشق). كما اخترع أيضاً طريقة تشكيل أعمدة الضاغط الدوارة. 

## أنواع الشاحن التوربيني الفائق
يوجد نوعان أساسيان للشاحن التوربيني الفائق طبقاً لطريقة نقل الغاز: موجب الإزاحة وديناميكي.
تقوم الضواغط والمنافيخ موجبة الإزاحة بزيادة الضغط بمستوى ثابت تقريباً عند كل سرعات المحرك (دورة/دقيقة). بينما لا تقوم الضواغط الديناميكية برفع الضغط عند السرعات المنخفضة، ويزداد الضغط بزيادة سرعة المحرك عند تجاوز سرعة البداية. 

### موجب الإزاحة

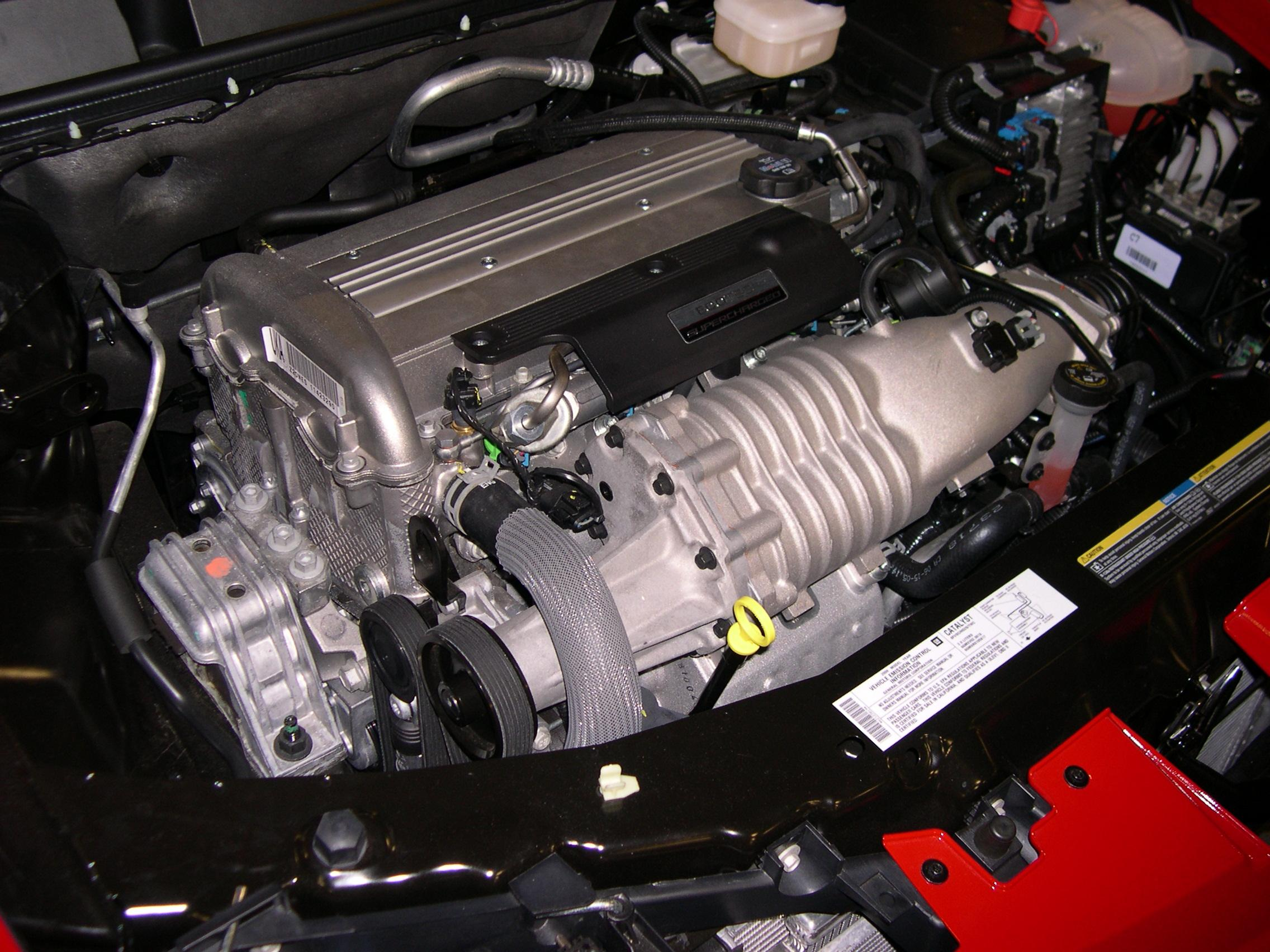
شاحن توربيني فائق من نوع روتس طراز إتسون إم بي 62، موضوع في مقدمة في سيارة طراز 2006.

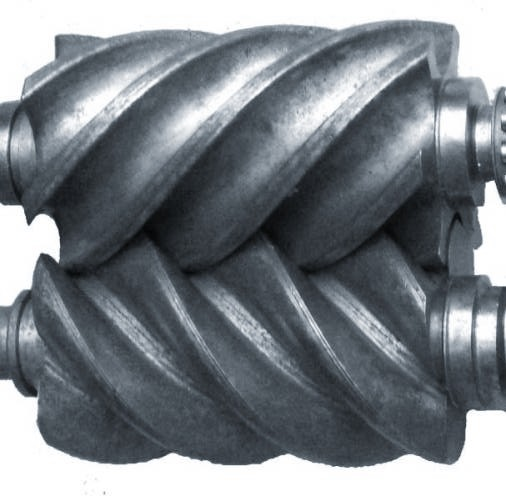
أعمدة ليشلوم الدوار اللولبية. تتميز بشكلها المعقد ويجب أن تعمل عند سرعات مرتفعة مع وجود تسامح صغير بين اللولبين. يؤدي هذا إلى ارتفاع سعر هذا النوع من الشاحن التوربيني الفائق. دُهنت الأعمدة باللون الأزرق لتوضيح مناطق تلامس الأعمدة الدوارة.

توصل الضواغط موجبة الإزاحة حجم ثابت تقريباً من الهواء في كل دورة عند جميع السرعات، كما تكون نسبة التسريب ثابتة أيضاً عند كل السرعات لضغط معين، مما يقلل من أهميتها عند السرعات المرتفعة.
تشمل الأنواع الرئيسية للضواغط موجبة الإزاحة الأنواع التالية:
- الشاحن التوربيني الفائق نوع روتس
- لولب ليشولم المزدوج أو الضاغط اللولبي الدوار
- الريشة المنزلقة أو الشاحن التوربيني الفائق ذو القدرة الاضافية  [لغات أخرى]‏
- الشاحن التوربيني الفائق الحلزوني  [لغات أخرى]‏، والمعروف أيضاً بالشاحن جي.

#### نوع الانضغاط
تنقسم الضواغط موجبة الإزاحة إلى أنواع ذات انضغاط داخلي وأنواع ذات انضغاط خارجي.
الشواحن التوربينية الفائقة نوع روتس داخلية الانضغاط فقط، بالرغم من أن منافيخ روتس ذات اللولبة المرتفعة تحاول محاكاة الانضغاط الداخلي للولب ليشلوم.
- الانضغاط الخارجي: يشير مصطلح «الانضغاط الخارجي» إلى الضواغط التي تنقل هواء عند الضغط الجوي إلى داخل المحرك. عندما يعمل المحرك عند ظروف الضغط المعزز، يكون الضغط في أنبوب الدخول المتشعب أكبر من ضغط الهواء القادم من الشاحن التوربيني الفائق. يؤدي هذا لحدوث تدفق عكسي للهواء من داخل المحرك إلى الشاحن التوربيني الفائق حتى يحدث اتزان بين الضغطين. يقوم التدفق العكسي للهواء بضغط الهواء القادم من الشاحن في هذه الحالة، وتعتبر هذه العملية عامل أساسي في انخفاض كفاءة شواحن روتس التوربينية الفائقة المستخدمة عند زيادة الضغط لمستويات مرتفعة. يقل الفقد كلما قل مقدار زيادة الضغط، وتعتبر شواحن روتس ذات كفاءة في تحريك الهواء عند فروق ضغط منخفضة، وهذا ما صُنعت لأجله في الأساس ولذلك أُطلق عليها مصطلح «المنفاخ».

تحتوي جميع أنواع الشواحن الأخرى على انضغاط داخلي بدرجة ما.
- الانضغاط الداخلي: يشير مصطلح «الانضغاط الداخلي» إلى انضغاط الهواء داخل الشاحن التوربيني الفائق، الذي يكون قريباً من مستوى الضغط المعزز (قيمة الضغط المطلوب الداخل للمحرك)، ويصل الهواء بسلاسة إلى المحرك بدون حدوث أي تدفق عكسي. يُعتبر هذا أكثر كفاءة من انضغاط التدفق العكسي (الانضغاط الخارجي) ويحقق كفاءات مرتفعة للمحرك.
 تستخدم أجهزة الانضغاط الداخلي نسبة انضغاط داخلي ثابتة في الغالب. عندما يكونالضغط الناتج من الشاحن التوربيني الفائق مساوياً لقيمة الضغط الناتج من ضاغط الشاحن، يكون التدفق العكسي مساوياً للصفر، أما إن زاد الضغط الناتج أو الخارج من الشاحن عن قيمة ضغط الانضغاط (قيمة الضغط الناتجة من ضاغط الشاحن)، يُمكن أن يحدث تدفق عكسي للهواء في منفاخ روتس.
 يجب ملائمة منافيخ الانضغاط الداخلي بالنسبة لقيمة الضغط الناتج المتوقعة لتحقيق كفاءة مرتفعة وتجنب نفس المشاكل والكفاءة المنخفضة التي عانى منها منفاخ روتس.

#### مقياس السعة
تُضنف الشواحن التوربينية الفائقة موجبة الإزاحة طبقاً لسعتها في كل دورة. يُستخدم تصنيف جي إم سي عادة في حالة منفاخ روتس. تُصنف أنواع منافيخ جي إم سي طبقاً لعدد وحجم الأسطوانات ثنائية الشوط، التي يلزم تنظيفها. صنعت جي إم سي شواحن سُميت 2-71، 3-71، 4-71 والمنفاخ الشهير 6-71.
صُمم المنفاخ 6-71 على سبيل المثال لتنظيف 6أسطوانات، سعة كل منها 71 بوصة مكعبة (1163 سم مكعب)، وليُستخدم في محرك ديزل ثنائي الشوط سعته 426 بوصة مكعبة (6981 سم مكعب) عُرف برقم 6-71، لذلك أخذ المنفاخ نفس الرقم التمييزي.
تكون سعة المنفاخ الفعلية أقل من ناتج ضرب رقمه التمييزي 6-71، حيث أن هذا الرقم هو إشارة لسعة المحرك في الأصل. يقوم منفاخ 6-71 بضخ 339 بوصة مكعبة (5555 سم مكعب) من الهواء مع كل دورة للمنفاخ (يُمكن للمنفاخ ان يضخ كمية من الهواء تساويسعة المحرك، نظراً لأن المنفاخ يدور بسرعة دورانية (دورة/دقيقة) أكبر من المحرك). 
استمرت الأنواع التالية في استخدام الأرقام في التسمية للإشارة لسعة المنفاخ، بداية من منفاخ 8-71 إلى 16-71 المستخدمة في السيارات الرياضية المختلفة.
صنعت أيضاً جي إم سي منافيخ ذات سعة 53 بوصة مكعبة (869) في الفئات 2-53 و3-53 و4-53 و6-53 و8-53، بالإضافة لفئات "V71" للاستخدام فيالمحركات شكل V. 

### ديناميكي
تعتمد الضواغط الديناميكية على تسريع الهواء إلى سرعات مرتفعة ثم تحويل هذه السرعة إلى ضغط بواسطة ناشر (أنبوب تتوسع مساحة مقطعه تدريجياً) أو عن طريق ابطاء الهواء.
تشمل الأنواع الأساسية للضاغط الديناميكي:
- الشاحن التوربيني الفائق ذو الطرد المركزي
- الضاغط المحوري متعدد المراحل
- الشاحن التوربيني الفائق ذو موجة الضغط  [لغات أخرى]‏

### مشغلات الشاحن التوربيني الفائق
تصنف الشواحن التوربينية الفائقة طبقاً للوسيلة المستخدمة لتدويرها، مثل الوسائل التالية:
- حزام (حزام على شكل V، حزام متزامن، حزام مستوي)
- التدوير بواسطة التعشيق المباشر
- التدوير بواسطة تروس
- التدوير بواسطة سلسلة (جنزير)

### تأثيرات درجة الحرارة والمبردات البينية

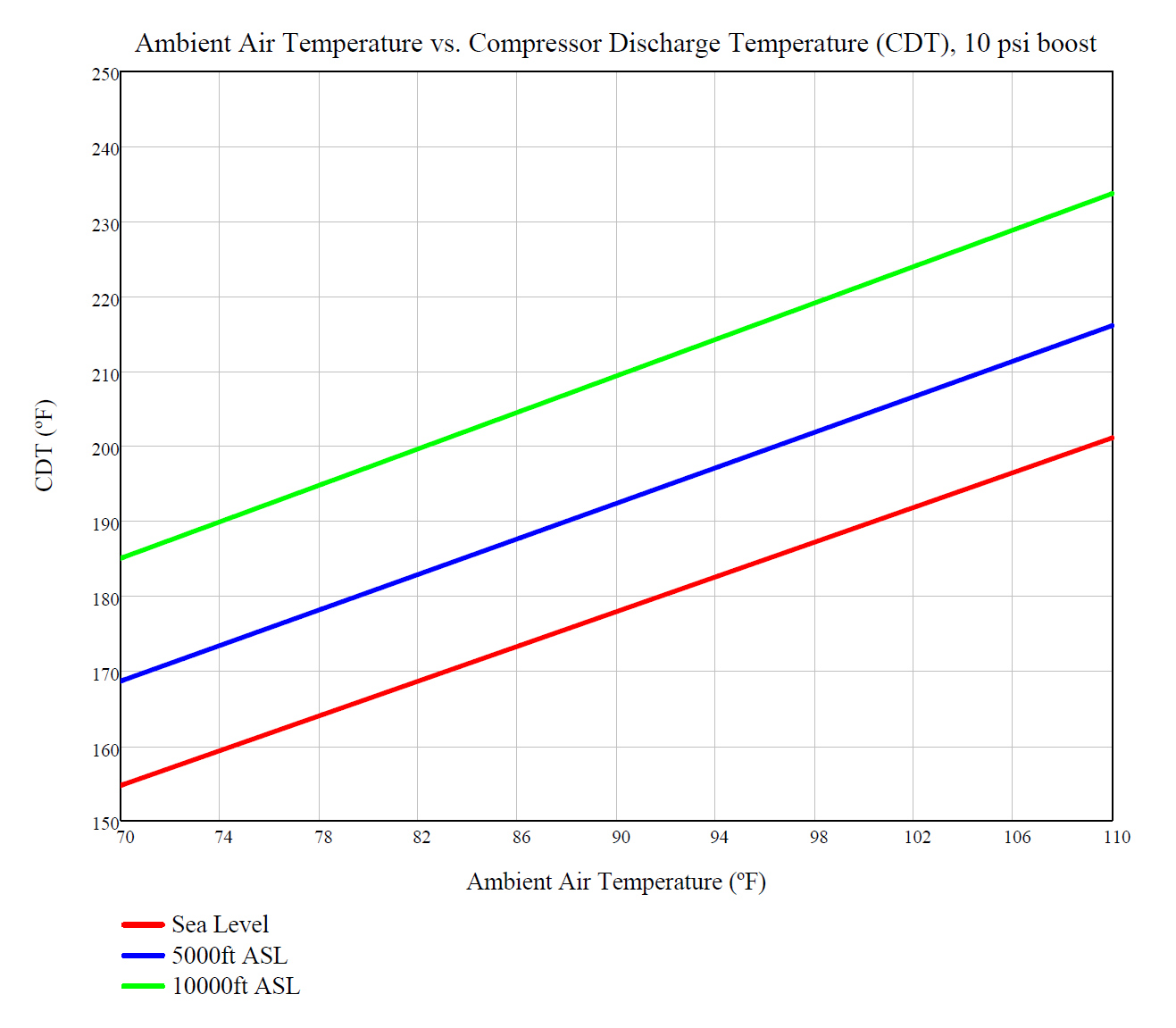
رسم بياني لدرجة الحرارة عند مخرج الشاحن التوربيني الفائق (CDT) مقابل درجة حرارة الهواء الجوي المحيط. يوضح الرسم كيف تتغير درجة حرارة خروج الهواء من الشاحن بالنسبة لتغير درجة حرارة الهواء والارتفاع (تُستخدم قيمة الضغط المطلق).

أحد عيوب الشحن التوربيني الفائق هو أن زيادةضغط الهواء يرفع بالتاليدرجة حرارته. عندما يُستخدم شاحن توربيني فائق فيمحرك احتراق داخلي، تصبح درجة حرارة شحنة الوقود والهواء عامل أساسي في تحديد أداء المحرك. تؤدي درجة الحرارة المفرطة لتفجير خليط الوقود والهواء (انظر: طقطقة المحرك) في محركات الاشعال بالشرارة، ويضر ذلك المحرك. يُمكن أن يسبب هذا مشاكل في السيارات في يوم شديد الحرارة أو عند زيادة الضغط بشكل مفرط.
يُمكن تقدير الزيادة في درجة الحرارة خلال الشاحن التوربيني الفائق، بمعاملة عملية الانضغاط كإجراء أيزنتروبي.
| {\displaystyle {\frac {T_{2}}{T_{1}}}} | {\displaystyle =\,\!} | {\displaystyle \left({\frac {p_{2}}{p_{1}}}\right)^{\frac {\gamma -1}{\gamma }}} |
حيث:
- {\displaystyle T_{1}\,\!} :  درجة حرارة الهواء الجوي (الهواء المحيط).
- {\displaystyle T_{2}\,\!} : درجة حرارة الهواء عند مخرج الضاغط.
- {\displaystyle p_{1}\,\!} : القيمة المطلقة للضغط الجوي المحيط.
- {\displaystyle p_{2}\,\!} : الضغط المطلق عند مخرج الضاغط.
- {\displaystyle \gamma \,\!} : النسبة بين سعات الحرارة النوعية، وتساوي  {\displaystyle C_{p}/C_{v}\,\!} = 1.4 للهواء.
- {\displaystyle C_{p}\,\!} : الحرارة النوعية عند ثبوت الضغط.
- {\displaystyle C_{v}\,\!} : الحرارة النوعية عند ثبوت الحجم.

إذا كان هناك شاحن توربيني فائق ينتج ضغط مقداره 0.69 بار عند مستوى سطح البحر (الضغط الجوي = 1.01 بار، ودرجة حرارة الجو =24 سليزيوس عند مستوى سطح البحر)، ستكون درجة حرارة الهواء الخارج من الشاحن تساوي 71.4 سليزيوس. تُسمى درجة الحرارة هذه بدرجة الحرارة الخارجة من الضاغط، وتوضح القيمة السابقة أهمية استخدام وسيلة لتبريد الهواء بعدالضاغط.
صحيح أن درجة حرارة الدخول المرتفعة لمحركات الاحتراق الداخلي ستجعل المحرك يسحب هواء أقلكثافة، إلا أن هذا صحيحاً فقط في حالة الضغط الساكن غير المتغير للهواء، مما يعني أن المحرك سيسحب هواء أقل في كل دورة للمحرك في يوم حار عما سيسحبه في يوم بارد. بالرغم من ذلك لا تؤدي زيادة درجة حرارة الهواء في الشاحن التوربيني الفائق إلى انخفاض كثافته، حيث أن زيادة درجة الحرارة هذه ناتجة عن زيادة ضغط الهواء. تُضاف الطاقة للهواء ويظهر ذلك في تغير طاقة جزيئاته الداخلية (تغير درجة حرارته) وفي الضغط الساكن للهواء، بالإضافة لسرعة الهواء.
لا يغير التبريد البيني كثافة الهواء بعد انضغاطه، لكنه يقوم بإزالة الطاقة الحرارية التي أُضيفت للهواء فقط في عملية الانضغاط، أي أن المبرد البيني يزيل الطاقة المضافة بواسطة الانضغاط فقط ولا يغير كثافة الهواء. يؤدي ذلك إلى عدم اشتعال خليط الوقود والهواء قبل الوقت المحدد (الإشعال المسبق) أي قبل أن تشعلهشمعة الاشعال.

## المحركات ثنائية الشوط
تحتاج المحركات ثنائية الشوط إلى استخدام عملية التنظيف (الكسح) لإزالة غازات العادم. يتم ذلك في المحركات الصغيرة باستخدام علبة المرافق كمنفاخ، حيث يقومالمكبس عند هبوطه خلال شوط القدرة بضغط الهواء في علبة المرافق ليستخدم لتنظيف الأسطوانة.
لا يجب الخلط بين النفخ للتنظيف (الكسح) والنفخ الشحن التوربيني الفائق، حيث لا يحدث انضغاط لشحنة (هواء سيختلط مع الوقود لتشغيل المحرك) خلال عملية التنظيف. عندما يكون التغير في الحجم الحادث بواسطة الجزء السفلي من المكبس مساوياً للتغير الحادث بواسطة الجزء العلوي، لا يمكن استخدام الشحن التوربيني الفائق، وتحدث فقط عملية التنظيف.  
تستخدم المحركات الكبيرة عادة منفاخ منفصل لتنظيف الأسطوانات، وطُور منفاخ روتس لهذا النوع من الاستخدامات.
استُخدمت العديد من تصاميم المنفاخ على مدار التاريخ، بداية من أسطوانات الضخ المنفصلة والمكابس التي تتكون من مكبسين بأقطار مختلفة حيث يُستخدم المكبس الكبير للتنظيف، بالإضافة للعديد من المنافيخ الدوارة والضواغط التوربينية ذات الطرد المركزي مثل الشواحن التوربينية.
يعتبر استخدام الشحن التوربيني للمحركات ثنائية الشوط عملية صعبة لكنها ليست مستحيلة، حيث أن الشاحن التوربيني المدار بواسطة غازات العادم يحتاج للوقت حتى يدور ويصل للسرعة المطلوبة وعندها يبدأ بزيادة الضغط، ولا يرفع الضغط قبل ذلك. لذلك قد تواجه المحركات ثنائية الشوط ذات الشاحن التوربيني الأساسي مشكلة عند بداية تشغيلها، مع وجود احتراق ضعيف وغازات عادم قذرة، ومن الممكن أن يحدث الإشعال كل أربع أشواط بدلاً من اثنين (اشعال رباعي ‏).
تُدار بعض الشواحن التوربينية ثنائية الشوط ميكانيكا بواسطة جهاز تعشيق تروس عند بداية تشغيلها.  
لا يُمكن استخدام الشاحن التوربيني الفائق في المحركات ثنائية الشوط البسيطة التي تحتوي على منافذ لدخول الشحنة وطرد العادم، وذلك لأن منفذ دخول الشحنة يُغلق أولاً. تستخدم محركات الديزل ثنائية الشوط صمامات عادم ميكانيكية للسبب السابق، ويكون لصمامات العادم توقيت منفصل يسمح باستخدام الشاحن التوربيني الفائق.
تحتاجالمحركات ثنائية الشوط إلى تنظيف الأسطوانة عند سرعات المحرك المختلفة، لذلك يجب استخدام منفاخ في المحركات ثنائية الشوط ذات الشحن التوربيني، ويكون عادة من نوع روتس. يُمكن تشغيل هذا المنفاخ إما ميكانيكاً أو كهربائياً، ويُفصل المنفاخ عندما يعمل الشاحن التوربيني ويبدأ بتوصيل الهواء. 

## السيارات

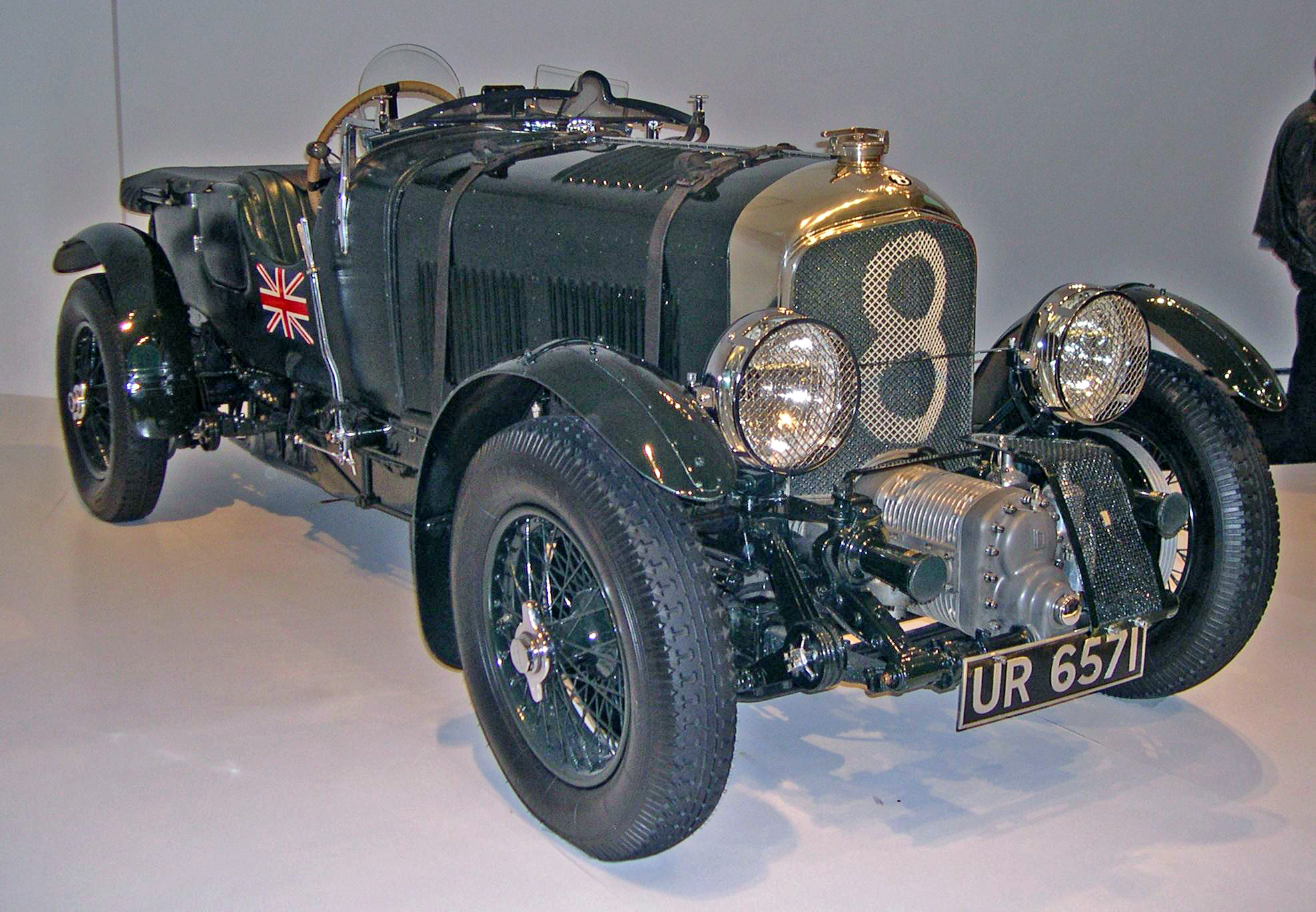
سيارة بنتلي «المنفاخ» طراز عام 1929. سُميت السيارة بهذا الاسم لاحتوائها على منفاخ كبير موضوع أمام مشعاع السيارة.

كان جوتليب دايملر مؤسس شركة دايملر بنز أول من اخترع نظام الحقن القسري لمحركات الاحتراق الداخلي في عام 1900. اخترع دايملر شواحن توربينية فائقة استناداً على تصميم مضخة الهواء ثنائية الدوار، وسُجلت براءة اختراع هذا التصميم لأول مرة في عام 1860 بواسطة الأمريكي فرانسيس ماريون روتس، وكان التصميم الأساسي لشاحن روتس التوربيني الفائق الحديث.
كان ظهور سيارات مرسيدس ذات قدرة 6 أو 20 حصان والطراز ذو قدرة 10 أو 35 حصان فيمعرض برلين للسيارات في عام 1921، أول ظهور للسيارات ذات الشواحن التوربينية الفائقة.
بدأ إنتاج هذهالسيارات في عام 1923 بطرازين، أحدهما ذوقدرة 6 أو 25 أو40 حصان والاخر ذوقدرة 10 أو 40 أو 65 حصان،  واعتُبرت أولسيارة طريق مزوده بشاحن توربيني فائق.
كانت هذه السيارات سيارات طريق عادية، حيث كانت معظم السيارات ذات الشواحن التوربينية الفائقة أنذاك سيارات سباق، مثلفيات 805-405 طراز 1923 وميلر 122 طراز 1923، وألفا روميو بي 2 ‏ طراز 1924 وصن بيم طراز 1924، وديلاج طراز 1925 وبوغاتي 35 سي ‏ طراز 1926.
صنعتبنتلي طراز من سيارة الطريق بنتلي 4.5 لتر مزود بشاحن توربيني فائق في نهاية العشرينيات من القرن العشرين. استُخدمت الشواحن التوربينية الفائقة والشواحن التوربينية منذ ذلك الحين بشكل واسع في سيارات السباق والسيارات العادية، ومع ذلك فإن ارتفاع تكلفة تقنية الشحن التوربيني الفائق وتعقيده قد قصر استخدامه على السيارات الباهظة مرتفعة الأداء. 

### الشحن التوربيني الفائق مقابل الشحن التوربيني

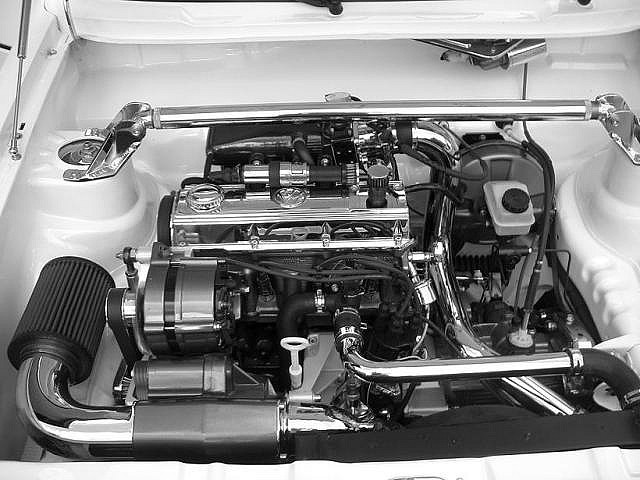
شاحن توربيني فائق حلزوني طراز جي لادر، موضوع في سيارة.

تُعد المحافظة على برودة الهواء الداخل للمحرك أمراً مهماً في تصميم كل من الشاحن التوربيني الفائق والشاحن التوربيني. ترتفع درجة حرارة الهواء عند انضغاطه، لذلك من الشائع استخدام مشعاع (مبادل حراري) صغير يُسمى مُبرد بيني يُوضع بينالشاحن والمحرك لخفض درجة حرارة الهواء.
تُستخدم ثلاث فئات رئيسية من الضواغط في السيارات:
- الشواحن التوربينية ذات الطرد المركزي المشغلة بواسطة غازات العادم.
- الشواحن التوربينية الفائقة المدارة مباشرة باتصالها بعمود مرفق المحرك من خلال حزام.
- الضواغط موجبة الإزاحة مثل شاحن روتس التوربيني الفائق وضاغط اللولب الدوار (لولب ليشلوم) وشاحن تي في اس التوربيني الفائق من مؤسسة إتسون  [لغات أخرى]‏.

تتراوح كفاءة شواحن روتس من 40-50% فقط عند مستويات الزيادة المرتفعة للضغوط، بينما على النقيض تتراوح كفاءة الشواحن التوربينية الفائقة ذات الطرد المركزي من 70-85%.
يُمكن أن تقترب كفاءة شواحن ليشلوم من كفاءة الشواحن ذات الطرد المركزي عند مدى قصير من الحمل أو السرعة أو مقدار الزيادة في الضغط، ويجب تصميم نظام السحب لها خصيصاً في هذه الحالة. 
قد تبلغ القدرة التي تستهلكها الشواحن التوربينية الفائقة المدارة ميكانيكا من المحرك حوالي ثلث القدرة الكلية لعمود مرفق المحرك، وتُعتبر لذلك أقل كفاءة منالشواحن التوربينية (المشغلة بغازات العادم).
تُعتبر الشواحن التوربينية الفائقة شائعة الاستخدام برغم ذلك في التطبيقات التي تكون أهمية سرعة استجابة المحرك والقدرة الناتجة منه أكبر من أي اعتبارات أخرى، مثل مسابقات العربات الجرارة ‏ وجرارات السحب ‏.   
تكون الكفاءة الحرارية للمحركات ذات الشواحن التوربينية الفائقة المدارة ميكانيكياً أقل من تلك ذات الشواحن التوربينية المدارة بغازات العادم، حيث يُستهلك جزء منقدرة المحرك الناتجة لتشغيل الشاحن التوربيني الفائق، بينما يُدار الشاحن التوربيني العادي بغازات العادم التي تُعتبر طاقة ضائعة في الأساس. تُعتبر المحركات ذات الشواحن التوربينية أفضل من حيث القدرة ومن الناحية الاقتصادية من تلك المستخدمة للشواحن التوربينية الفائقة نتيجة للأسباب السابقة.
تُعاني الشواحن التوربينية (المشغلة بغازات العادم) بدرجات متفاوتة من مشكلة تأخر الدوران والمسماة «تأخر-التربو» أو بشكل أدق «تأخر زيادة الضغط»، ويُقصد بهذه المشكلة تأخر تسارع الشاحن التوربيني من السرعات المنخفضة عند بداية تشغيله لعدم كفاية تدفق الكتلة من غازات العادم.
عندما تصبح السرعة الدورانية للمحرك كافية لزيادة سرعة تربينة الشاحن لمدى التشغيل خاصتها، ترتفع القدرة بشكل سريع وتزداد غازات العادم التي بدورها تسرع من دوران الشاحن. يجعل هذا زيادة السرعة الدورانية بسلاسة أمرا أكثر صعوبة عند استخدام الشواحن التوربينية عن استخدام الشواحن التوربينية الفائقة التي ترفع الضغط بشكل متناسب مباشرة مع السرعة الدورانية للمحرك.
إن الميزة الأساسية للمحرك المزود بشاحن توربيني فائق (يُدار ميكانيكاً) هي سرعة الصمام الخانق للتغير في كمية الهواء الداخل بالإضافة إلى القدرة على الوصول لقيمة الزيادة المطلوبة في الضغط في لحظات. اقتربت سرعة استجابة الصمام الخانق في السيارات ذات الشواحن التوربينية من سرعة تلك المزودة بشواحن فائقة في التقنيات الأخيرة للشحن التوربيني والحقن المباشر للبنزين، لكن مازال وقت تأخرالشاحن التوربيني عيباً أساسياً خاصة باعتبار أن معظم الشواحن الفائقة المدارة ميكانيكياً تُدار الآن بواسطة بكرات قابضة. 
أصبحت الشواحن التوربينية أكثر شيوعاً من الشواحن التوربينية الفائقة بين صانعي السيارات المتطلعينلقدرة وكفاءة أفضل. استخدمتمرسيدس بنز ومرسيدس ايه إم جي على سبيل المثال، شاحن توربيني فائق مسمى «ضاغط مرسيدس-بنز ‏» في طرازات السيارات في بداية الألفية الثانية مثل سي 230 كيه وسي 32 ايه إم جي واس 55 ايه إم جي، لكنهم تخلوا عن هذه التقنية لصالح المحركات ذات الشحن التوربيني في طرازات سيارات عام 2010 مثل سي 250 واس 65 ايه إم جي بيتربو.
قدمت شركة أودي مع ذلك محركها 3 تي إف اس أي ذو الشحن التوربيني الفائق والأسطوانات الستة شكل V في عام 2009، للاستخدام في سياراتها ايه 6 واس 4 وكيو7، بينما جعلتجاجوار محركها ذو الثماني أسطوانات على شكل V والمزود بشاحن توربيني فائق، خياراً متاح للأداء لسياراتها إكس جي وإكس اف وإكس كيه أر والطراز إف، وفي سيارة رانج روفر أيضاً بملكية مشتركة مع محركات تاتا. 

#### الشحن المزدوج
شاركت سيارة لانسيا دلتا اس 4 في بطولة العالم للراليات في عام 1985 وعام 1986. كانت السيارة مزودة بكل من شاحن توربيني فائق يُدار بواسطة حزام وشاحن توربيني يُدار بواسطة غازات العادم.
استخدم هذا النظام سلسلة معقدة من الصمامات الفرعية في نظامي السحب والعادم، بالإضافة إلى قابض كهرومغناطيسي، لذلك يتم زيادة الضغط بواسطة الشاحن التوربيني الفائق عند سرعات المحرك المنخفضة.
يتم زيادة الضغط بواسطة كلا الشاحنان عند سرعات المحرك المتوسطة، بينما عند السرعات المرتفعة يُفصل الشاحن التوربيني الفائق ويُستخدمالشاحن التوربيني فقط.
استُخدم هذا النظام بهدف الاستفادة من مميزات كلا الشاحنان مع تجنب عيوبهما، لكنه زاد من تعقيد السيارة وأثر على كفاءتها فيبطولة العالم للراليات، بالإضافة إلى زيادة وزن المعدات المساعدة للمحرك في التصميم النهائي
استخدم أيضاً محرك فولكس فاجن تي اس أي 1.4 لتر ذو الحقن المباشر شاحن توربيني فائق وشاحن توربيني معاً.

## الطائرات

### تأثيرات الارتفاع

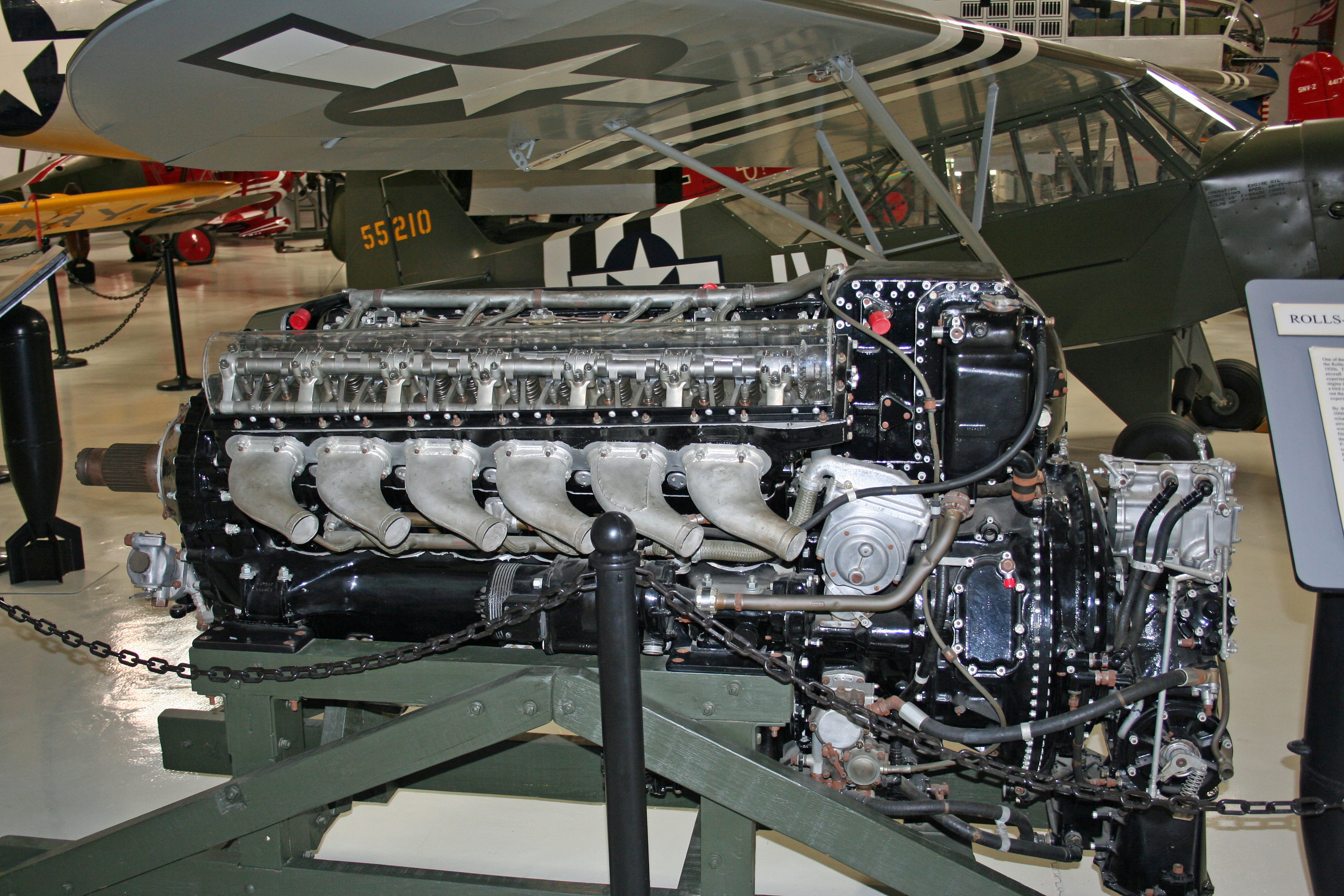
محرك رولز رويس ميرلين، محرك طائرة من حقبة الحرب العالمية الثانية، مزود بشاحن توربيني فائق موضوع في مؤخرة المحرك.

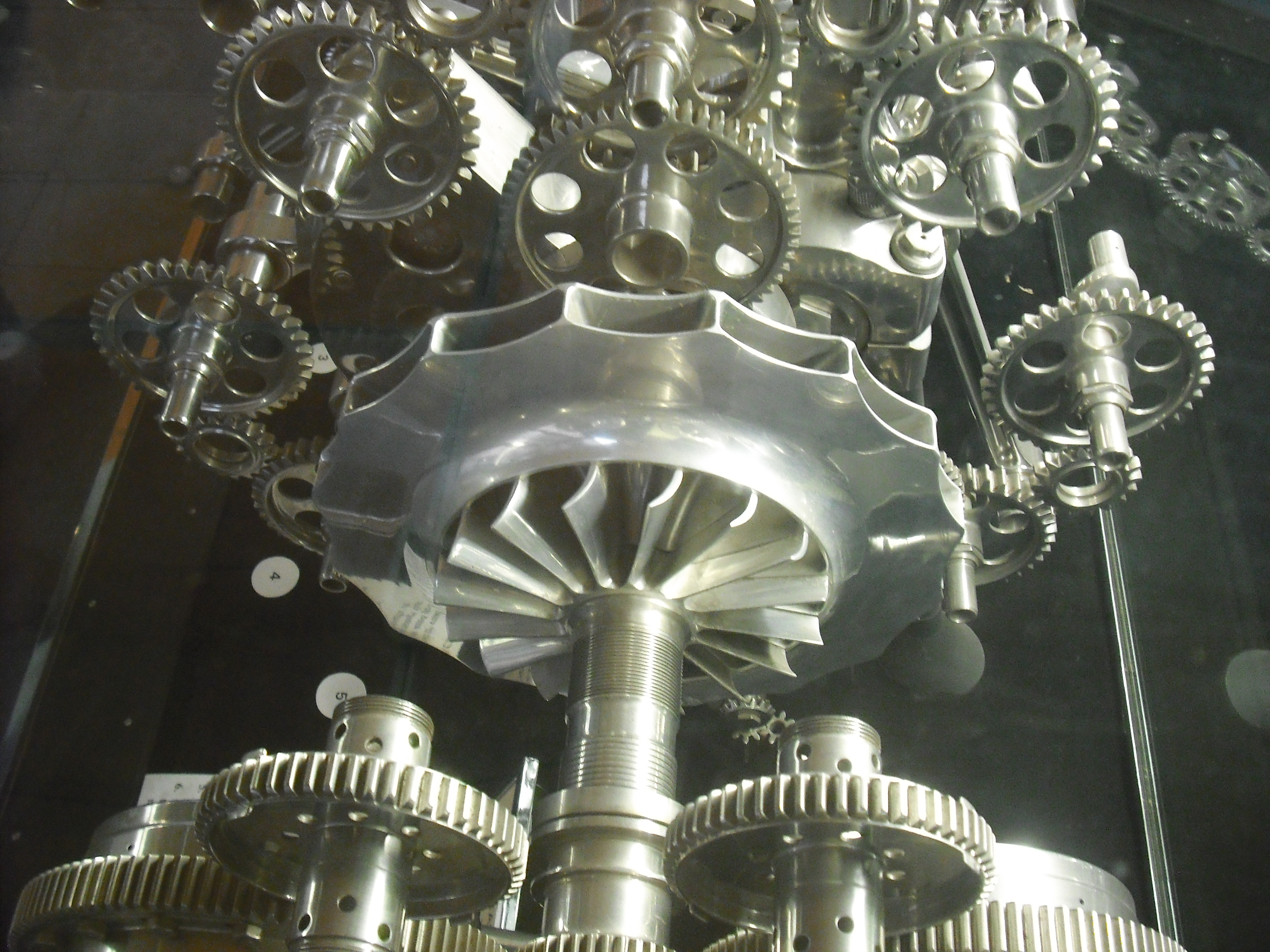
شاحن توربيني فائق طارد مركزي موضوع في محرك الطائرة الشعاعي بريستول سينتاورس.

تُعد الشواحن التوربينية الفائقة إضافة طبيعية لمحركات الطائرات المكبسية التي صُممت للعمل عند ارتفاعات كبيرة.
ينخفض ضغط وكثافة الهواء عندما تُحلق الطائرة لارتفاع أكبر، وبالتالي تنخفض القدرة الناتجة من المحرك المكبسي بسبب انخفاض كتلة الهواء التي يسحبها المحرك.
تبلغ كثافة الهواء عند ارتفاع 30000 قدم (9100 متر) على سبيل المثال 3/1 كثافة الهواء عند مستوى سطح البحر، لذلك تُسحب فقط 3/1 كمية الهواء التي يحتاجها المحرك وبذلك يتوفر أكسجين كافي لحرق 3/1 كمية الوقود فقط التي تُحرق عند مستوى سطح البحر.
يتعرض هيكل الطائرة لقوة سحب ديناميكية هوائية أقل بمقدار الثلث نتيجة انخفاض كثافة الهواء، بالإضافة إلى انخفاض الضغط العكسي على غازات العادم، وتُعد هذه مميزات الكثافة المنخفضة. يُستهلك المزيد من الطاقة على النقيض، لتوليد قوة رفع كافية على الطائرة في حالةكثافة الهواء المنخفضة. 
يُمكن القول بأن الشاحن التوربيني الفائق يقوم بزيادة كثافة الهواء عن طريق ضغط الهواء أو دفع كمية هواء أكثر من المعتاد إلى داخل الأسطوانة في كل مرة يتحرك فيها المكبس إلى أسفل. 
يقوم الشاحن التوربيني الفائق بضغط الهواء إلى قيمة ضغط الهواء عند مستوى سطح البحر (في حالة انخفاض الضغط)، أو بزيادة الضغط إلى قيم أعلى لجعل المحرك يُنتج قدرة أكثر عند الارتفاع الذي تُحلق عنده الطائرة للحفاظ على نفس أداء الطائرة عندمستوى سطح البحر.
يُمكنلطائرة مزودة بشاحن توربيني فائق أن تحلق بسرعة أكبر عن الطائرة غير المزودة بشاحن، وذلك عند الارتفاعات المرتفعة حيث تنخفض قوة السحب الديناميكية الهوائية بينما يستمرالمحرك بانتاج نفس القدرة التصميمية.
يتحكم الطيار بالضغط الناتج عن الشحن التوربيني الفائق بواسطة الصمام الخانق وبشكل مباشر عن الطريق التحكم في منظم المروحة الدافعة.
يكون حجم الشاحن التوربيني الفائق زائد عن الحاجة عند الارتفاعات المنخفضة، حيث أنه يتم اختيار حجم الشاحن بحيث يرفع الضغط بمقدار معين عند الارتفاعات المرتفعة، لذلك يجب أن يكون الطيار حريص عند استخدام الصمام الخانق مع مراقبة الضغط المقاس في أنبوب الدخول المتشعب لتجنب زيادة الضغط عن اللزوم عند الارتفاعات المنخفضة.
عندما تُحلق الطائرة لأعلى وتنخفض كثافة الهواء، يجب على الطيار أن يفتح الصمام الخانق باستمرار بمقدار زيادة صغير للحفاظ على القدرة كاملة.
يُعرف الارتفاع الذي يُفتح الصمام الخانق عنده بالكامل ويكون المحرك مايزال ينتج قدرته التصميمية كاملة بالارتفاع الحرج. تبدأ قدرةالمحرك بالانخفاض عندما ترتفعالطائرة عن الارتفاع الحرج.

### تأثيرات درجة الحرارة

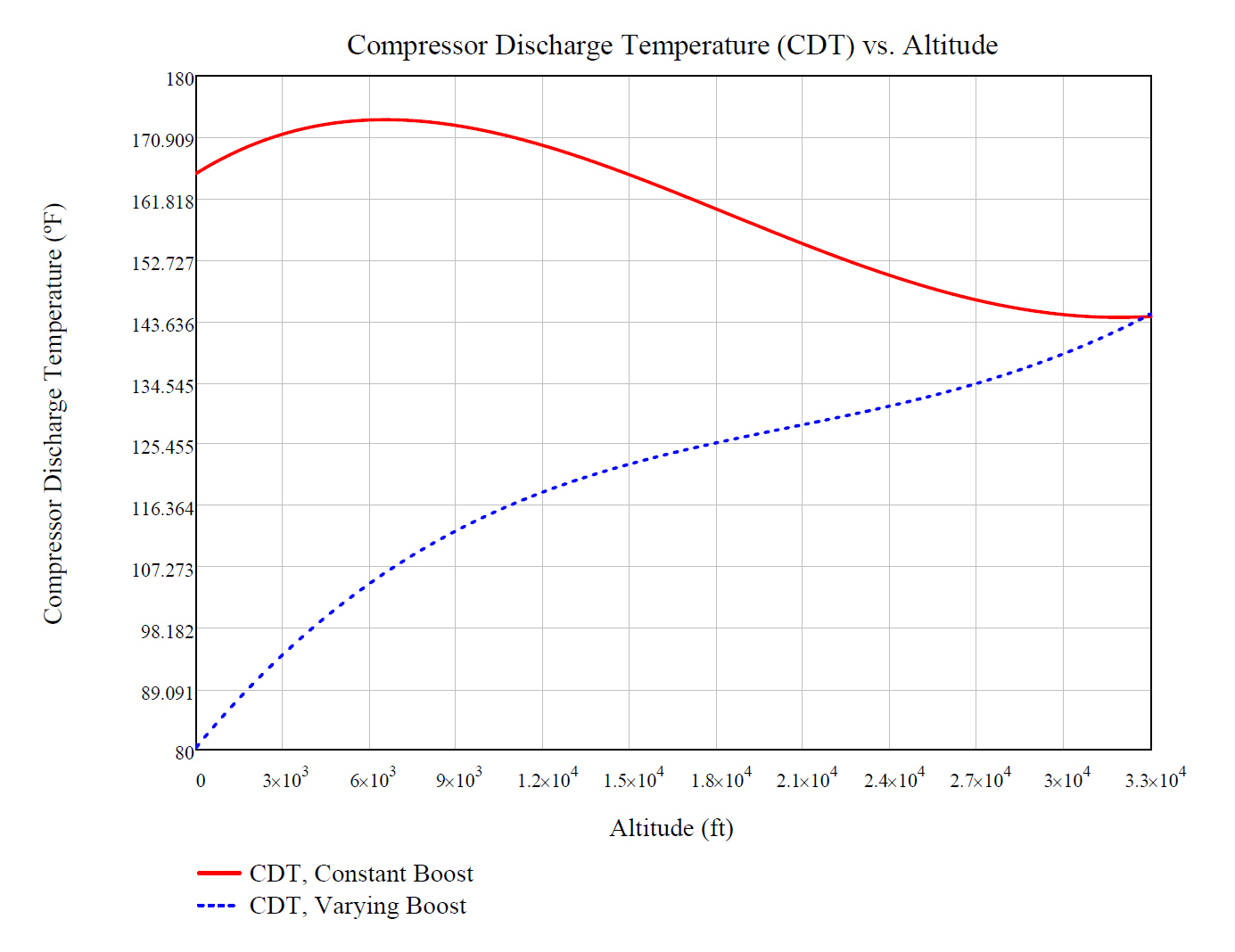
رسم بياني لدرجة الحرارة عند مخرج الشاحن التوربيني الفائق مقابل الارتفاع. يوضح الرسم البياني الاختلافات بين الشاحن التوربيني الفائق الذي يرفع الضغط بقيمة ثابتة والشاحن التوربيني الفائق الذي يرفعه بقيمة متغيره عند استخدامه فيطائرة.

قد يؤدي الشحن التوربيني الفائق إلى ارتفاع درجة الحرارة كما ذُكر سابقاً، وستؤديدرجات الحرارة المرتفعة جداً إلى انفجار (احتراق لحظي) خليط الوقود والهواء والتسبب بالضرر للمحرك. يؤدي ذلك إلى مشاكل في حالة الطائرة عند الارتفاعات المنخفضة، حيث يكون الهواء كثيف ودافئ أكثر منه عند الارتفاعات المرتفعة.
قد يبدأ انفجار الشحنة بالحدوث عند ضغط أنبوب الدخول المتشعب الأقل من الضغط الأقصى وذلك في حالة درجات حرارة الهواء المرتفعة.
يؤدي الشاحن التوربيني الفائق المخصص للاستخدام عند الارتفاعات المرتفعة إلى حدوث مشكلة في نظام السحب عكس المشكلة السابقة.
عندما يُفتح الصمام الخانق لتجنب زيادة الضغط، يُمكن أن تنخفض درجة حرارة الهواء في مكربن الهواء بحيث يتكون جليد على لوحة الخانق. قد يتجمع الجليد بدرجة كافية في هذه الحالة بحيث يؤدي لتعطل المحرك، حتى لو كان يعمل بكاملقدرته، ولذلك تحتوي العديد من الطائرات المزودة بشاحن توربيني فائق على مقياس لدرجة حرارة الهواء في المكربن أو ضوء تحذيري لتنبيه الطيار بحالات تكون الجليد المحتملة.
طُورت عدة حلول لهذه المشاكل، من بينها: المبردات البينية والمبردات اللاحقة وحقن المياه والشواحن التوربينية الفائقة ثنائية السرعة والشواحن التوربينية الفائقة ذات المرحلتين.

### الشواحن التوربينية الفائقة ثنائية السرعة وذات المرحلتين
طُورت مشغلات ثنائية السرعة للشواحن التوربينية الفائقة المستخدمة في محركات الطائرات في ثلاثينياتالقرن العشرين، مما جعل عمل الطائرة أكثر سلاسة. أدت هذه التركيبة أيضاً إلى مزيد من صعوبة التصنيع والصيانة.
تستخدم التروس التي تصل الشاحن التوربيني الفائقبالمحرك نظام قوابض هيدروليكية، يتم تعشيقها أو فصلها يدوياً في البداية بواسطة تحكم الطيار فيها من قمرة القيادة.
يُستخدم ترس السرعة المنخفضة عند الارتفاعات المنخفضة للحفاظ على انخفاضدرجات الحرارة في أنبوب السحب المتشعب. عند حوالي 12000 قدم (3700 متر)، يبدأ ضغط أنبوب الدخول بالانخفاض عندما يكون الصمام الخانق مفتوح بالكامل، وعنددها يبدأ الطيار بتحريك المتحكم في الصمام نحو الغلق ويستخدمترس السرعة الكبيرة، ثم يُعدل الصمام الخانق لقيمة الضغط المطلوب في أنبوب السحب المتشعب. ظهرت تركيبات لاحقاً تقوم بتبديل التروس طبقاً للضغط الجوي.
جُهزت طائرات سبيتفاير وهوريكان المشغلة بمحرك رولز رويس ميرلين بشواحن توربينية أحادية السرعة وأحادية المرحلة فيمعركة بريطانيا.
طور ستانلي هوكر مهندس رولز رويس شاحن توربيني فائق ثنائي السرعة وذو مرحلتين ومزود بمبرد لاحق، وذلك من أجل تحسين أداء محرك ميرلين. عمل الشاحن بنجاح فيمحرك الطائرة رولز رويس ميرلين 61 في عام 1942. نتج عن ذلك زيادةقدرة المحرك وأدائه عند جميع ارتفاعات الطيران للطائرة.

أدت تحسينات هوكر إلى تفوق الطائرات المستخدمة لذلك المحرك على الطائرات الألمانية فيالحرب العالمية الثانية، برغم أن المحركات الألمانية كانت أكبر سعة بشكل ملحوظ.
كان الهواء يدخل للشاحن ثنائي السرعة ذو المرحلتين ليتم ضغطه في المرحلة الأولى مرحلة الضغط المنخفض، ثم يمر الهواء في مبرد بيني ليُبرد قبل أن يُضغط مرة أخرى في مرحلة الضغط المرتفع، ثم من المحتمل أن يمر في مبرد لاحق أخر، عبارة عن مبادل حراري.

أدت ضواغط الشاحن ذو المرحلتين إلى تحسين أداء طائرات سوبرمارين سبيتفاير إم كيه التاسعة ونورث أميريكان بي-51 موستانج المزودان بمحرك رولز رويس ميرلين 61، عند الارتفاعات المرتفعة.
يُمكن أن تُفتح أو تُغلق أبواب خانقة بواسطة الطيار لاهمال مرحلة واحدة في أنظمة الشاحن ذو المرحلتين، وذلك حسبما تقتضيه الحاجة.
يتم التحكم في بعض الأنظمة من قمرة القيادة لغلق أو فتح الباب الخانق عند المبرد البيني أو المبرد اللاحق، موفرة بذلك وسيلة أخرى للتحكم فيدرجة حرارة الهواء.
تحتوي محركات رولز رويس ميرلين على نظام ألي للتحكم في زيادة ضغط الهواء، وكل ما يجب أن يفعله الطيار هو تحريك رافعة الصمام الخانق في نظام التحكم فقط ليحدد الضغط حسب الضرورة حتى الوصول إلى أقصى ارتفاع.

### الشحن التوربيني
يستمد الشاحن التوربيني الفائق المشغل ميكانيكاً قدرته من المحرك. إن أخذنا محرك رولز رويس ميرلين كمثال لمحرك مزود بشاحن توربيني فائق أحادي السرعة وذو مرحلة واحدة، فسنجد أن الشاحن يستهلك قدرة مقدارها 150 حصان (110 كيلو وات). يُمكن أن ينتج المحرك في هذا المثال قدرة تبلغ 750 حصاناً (560 كيلو وات) بدون استخدام الشاحن التوربيني الفائق، لكن عند استخدامه للشاحن فإنه ينتج قدرة تبلغ 1000 حصاناً (750 كيلو وات)، بزيادة 400 حصان (750-150+400 = 1000 حصان) أو زيادة صافية 250 حصان (190 كيلو وات). يُوضح هذا العيب الأساسي للشاحن التوربيني الفائق، حيث يضطر المحرك لحرق وقود إضافي لتوفير القدرة اللازمة لتشغيل الشاحن.
يُنتج عن زيادةكثافة الهواء الداخل للمحرك زيادةكثافة القدرةة للمحرك وزيادة نسبة القدرة إلى الوزن له، لكن ذلك على حساب زيادة الاستهلاك النوعي للوقود.

قد ينخفض أيضاً المدى الكلي لطيرانالطائرة، بجانب زيادة تكلفة التشغيل. لكن على النقيض تستطيع الطائرة حملوقود أكثر نتيجة زيادةقدرةالمحرك. يحدث هذا في الطائرات العسكرية باستخدام خزانات قابلة للاسقاط، على سبيل المثال في الطائرات الأمريكية بي-38 البرق وبي-47 الصاعقة وبي-51 موستانج، والطائرات المقاتلة إف6 إف هيلكات.
تستطيع طائرات بي-38 وبي-51 باستخدام خزانات وقودها الخارجية ومحركاتها ذات الشواحن التوربينية الفائقة أو الشواحن التوربينية، أن تطير من إنجلترا إلىبرلين وتعود، كما تستطيع بي-47 أن تحلق من إنجلترا إلى حوض الرور وتعود، وتميزت طائرة إف 6 إف باستطاعتها النحليق لأطول مسافة عن أي مقاتلة أخرى تهبط على حاملة طائرات في الحرب.
كان المدى الذي تقطعه هذهالطائرات أطول بكثير من ذلك الذي تقطعه أيا من طائرات ألمانيا النازية أو بريطانيا أو اليابان أو كندا أو مقاتلات الاتحاد السوفيتي في الحرب العالمية الثانية.
تميزت أيضاً المقاتلات الأمريكية بأدائها القتالي الممتاز عند الارتفاعات المرتفعة.
يُدار الشاحن التوربيني باستخدام غازات عادم المحرك على عكس الشاحن التوربيني الفائق الذي يُدار بواسطة المحرك نفسه. تتناسب كمية القدرة المستخرجه من الغاز على الفرق بين ضغط غاز العادم وضغط الهواء، ويزداد هذا الفرق بزيادة الارتفاع مما يساعد المحرك المزود بشاحن توربيني على تعويض القدرة المطلوبة نتيجة  تغير الارتفاع.
استخدمت غالبية محركات الطائرات المستخدمة في الحرب العالمية الثانية شواحن توربينية فائقة مُدارة ميكانيكياً، وذلك لتفوقها بثلاثة مميزات تصنيعية على الشواحن التوربينية.
تطلبت الشواحن التوربينية المستخدمة بواسطة محركات الطائرات الأمريكية الكبيرة مثل أليسون-في 1710 ‏ (المُستخدم في طائرة بي-38) ومحركبرات آند ويتني أر-2800، أنابيب مصنوعة من سبائك معدنية باهظة الثمن تستطيع تحمل درجات حرارة مرتفعة في التربينة الغازية والجزء من نظام العادم قبل التربينة، لكنها كانت مفيدة جداً في قاذفات القنابل ذات الارتفاعات الكبيرة وبعض الطائرات المقاتلة.
كان حجم الأنابيب وحدها يمثل مشكلة جدية، على سبيل المثال استخدمت كلا الطائرتان إف 4 يو كورسير وبي-47 الصاعقة نفس المحرك الشعاعي متعدد الأسطوانات، لكن كان هناك حاجة ليكون جسم الطائرة برميلي الشكل بسبب كمية الأنابيب الداخلة والخارجة من الشاحن التوربيني في مؤخرة جسم الطائرة. استخدمت طائرة إف 4 يو شاحن توربيني فائق ثنائي المرحلة مزود بمبرد بيني.
تخضع المحركات المكبسية ذات الشواحن التوربينية للعديد من نفس القيود التشغيلية التي تخضع لها المحركات التوربينية الغازية. تتطلب أيضاً المحركات ذات الشواحن التوربينية فحوصات متكررة للشواحن التوربينية وأنظمة العادم بحثاً عن أي ضرر محتمل حدث بسبب الحرارة المفرطة أو ضغط الشواحن التوربينية. كان مثل هذا الضرر شائعاً في النماذج المبكرة من قاذفة القنابل الأمريكية بي-29 سوبرفورتريس ذات الارتفاعات الكبيرة والمستخدمة عمليات حرب المحيط الهادئ خلال الفترة بين عامي 1944 و1945.
استمر استخدام المحركات المكبسية ذات الشواحن التوربينية في عدد كبير من الطائرات بعد الحرب مثل بي-50 سوبرفورتريس، وكيه سي-97 ستراتوفرايتر وبوينج ستراتولينر ولوكهيد كونستيليشن، وسي-124 جلوب ماستر 2.
كانت معظم محركات الطائرات المستخدمة في الطيران العام (الطائرات الخفيفة) في وقت لاحق محركات تنفس طبيعي، لكن العدد الأصغر من محركات الطائرات المكبسية الحديثة صُمم للعمل عند ارتفاعات كبيرة باستخدام شاحن توربيني أو نظام معادل للشاحن التوربيني بدلاً من الشواحن التوربينية الفائقة المُدارة من أعمدة المرفق.

يرجع هذا التغير في التفكير إلى الاقتصاد بشكل كبير. كان بنزين الطائرات متوفر ورخيص وصالح للشاحن التوربيني الفائق البسيط المؤدي لزيادة استهلاك الوقود. لم تعد تُستخدم الشواحن التوربينية الفائقة العادية مع ارتفاع تكلفة الوقود. لم تنخفض أيضاً تكلفة الوقود بنفس سرعة انخفاض تكلفة الإنتاج والصيانة، بناءاً على عامل التضخم النقدي ‏.

### تأثيرات نسبة أوكتان الوقود
كانت نسبة الأوكتان 87 أو أقل في كل السيارات ووقود الطائرات حتى نهاية العشرينيات من القرن العشرين. حُققت هذه النسبة بالتقطير البسيط للنفط الخام الخفيف.
صُممت محركات حول العالم للعمل بهذا الوقود، الذي وضع حدوداً لقيمة الزيادة في الضغط بواسطة الشاحن التوربيني الفائق، بينما حافظ على نسبة انضغاط معقولة.
كانت عملية زيادة نسبة الأوكتان بواسطة الاضافات عبارة عن خط من الأبحاث في ذلك الوقت. أصبح النفط الأقل قيمة يوفر كميات أكبر من الوقود المفيد باستخدام هذه التقنيات، مما جعلها عملية اقتصادية قيمة. لم تكن الاضافات مقتصرة على تحويل النفط ردئ الجودة إلى بنزين ذو رقم أوكتان 87، لكن استُخدمت أيضاً نفس الاضافات لزيادة نسبة الأوكتان في البنزين إلى مستويات أعلى.
يقاوم الوقود ذونسبة الأوكتان الأعلى الاشعال الذاتي وانفجار الشحنة بشكل أفضل عن الوقود ذو نسبة الأوكتان المنخفضة. يُمكن زيادة مقدار زيادة الضغط بواسطة الشاحن التوربيني الفائق كنتيجة لذلك، مما يؤدي لزيادة القدرة الناتجة من المحرك.
كان للولايات المتحدة الريادة في تطوير وقود طيران ذو نسبة أوكتان 100 قبل الحرب العالمية الثانية، مما أدى إلى إمكانية استخدام ضغوط أكبر للهواء المسحوب في محركات الطائرات مرتفعة الأداء، واستُخدم أيضاً لانتاج قدرات ناتجة كبيرة جداً -لفترات قصيرة- في العديد من طائرات السباق قبل الحرب العالمية الثانية.
بدأ الاستخدام الفعلي للوقود الجديد خلال الحرب العالمية الثانية في بداية عام 1940، عندما تسلمت القوات الجوية الملكية البريطانية الوقود ذو نسبة الأوكتان 100 من معامل التكرير فيأمريكا وجزر الهند الشرقية. امتلك سلاح الجو الألماني أيضاً مخزون من وقود مشابه.
أصبحت زيادة حدود حدوث طقطقة المحرك لوقود الطيران الموجود محض تركيز كبير في تطوير محركات الطائرات خلالالحرب العالمية الثانية. بلغتنسبة أوكتان الوقود 150 بحلول نهاية الحرب، وعملت عليه محركات الطائرات في الفترة الأخيرة من الحرب مثل رولز رويس ميرلين 66 أو دايملر بنز دي بي 605 دي سي، وبلغت قدرتها ما يقارب 2000 حصاناً (1500 كيلو وات).

## روابط خارجية
- مقالة باللغة الإنجليزية عن كيفية عمل الشواحن التوربينية الفائقة.
- مقالة باللغة الإنجليزية عن استخدام شاحن توربيني فائق في طائرة. نسخة محفوظة 2 يونيو 2013 على موقع واي باك مشين.
- مقالة باللغة الإنجليزية عن تطوير شاحن توربيني فائق لطائرة، عام 1943.